# El Puercoespín (revista)
El Puercoespín es una revista digital de contenido político y cultural. Basada en Buenos Aires, produce, selecciona y procesa información para una comunidad de formadores de opinión del mundo hispanohablante que la han reconocido como sitio de referencia, en primer lugar en la Argentina y España (de donde proviene el 50% de sus visitas), en segundo término México, los Estados Unidos y Colombia (20%),y luego el resto de América Latina y el mundo (30%).

## Historia
Fue fundada el 24 de marzo de 2010 por los periodistas y escritores argentinos Gabriel Pasquini y Graciela Mochkofsky. Pasquini, director de la revista, la definió así: "Intentamos buscar historias que vayan más allá de la noticia diaria o incluso de la crónica bien escrita pero efímera o banal: buscamos aquellas historias -escritas, fotografiadas, grabadas o filmadas- en las que un antropólogo o un historiador del futuro podrían encontrar algunas claves sobre nuestra época". El puercoespín reúne a una comunidad de periodistas, escritores, intelectuales, fotógrafos y artistas que colaboran generando contenido, sean textos, videos o imágenes. Entre ellos, se encuentran Jon Lee Anderson, Sergio Ramírez, Alberto Salcedo Ramos, Francisco Goldman, Guillermo Martínez, el periodista venezolano Boris Muñoz,
Patricio Fernández, director de la revista chilena; Carlos Dada, director del diario salvadoreño El Faro, Miguel Huezo Mixco, la periodista guatemalteca Claudia Méndez Arriaza, Ulrich Ladurner, corresponsal de Die Zeit, Haden Guest, director de la filmoteca de Harvard University, Artur Domoslawski, biógrafo de Ryszard Kapuscinski; los fotógrafos Irina Rozovsky, Stephen Ferry, Alessandra Sanguinetti, Andrew Moore, Thorne Anderson, Philip Cheung, Trevor Snapp y otros.
Tiene acuerdos de cooperación con el Consorcio de Periodistas de Investigación de los Estados Unidos, con Pública de Brasil, con El Faro de El Salvador y con Fundación MEPI. Algunas de sus publicaciones han sido reproducidas en el diario La Nación de Buenos Aires
En 2012, al celebrar su segundo aniversario, el puercoespín editó una antología de textos elegidos. Fue publicada por Editorial Ariel con el título Instantáneas. De la Primavera Árabe al conurbano en trece historias. La antología incluye textos de Jon Lee Anderson, Sergio Ramírez, Boris Muñoz,Graciela Mochkofsky, Gabriel Pasquini, Carlos Dada, Patricio Fernández, Dorothy Parvaz, Haili Cao, Robert Boynton, Artur Domoslawski y Miguel Huezo Mixco. Fue presentada por Jon Lee Anderson y Gabriel Pasquini en la sede de la Fundación Tomás Eloy Martínez el 15 de mayo de 2012
La revista Nieman Storyboard de la Universidad de Harvard dijo sobre El Puercoespín: “Se ocupa de la narrativa de excelencia en muchas de sus formas, con un interés particular por la narrativa de no ficción. Trabajan realmente de un modo transcultural, ofreciendo traducciones al español de los artículos de Jon Lee Anderson en The New Yorker”.
El diario Folha de Sao Paulo destacó sus “colaboradores ilustres” y la publicación “de un reportaje sobre la fábrica Papel Prensa y sobre el diario Clarín en la dictadura”.
Robert Cox, en un editorial en el Buenos Aires Herald, apuntó que El Puercoespín “fue fundado/creado por Gabriel Pasquini y Graciela Mochkofsky, dos periodistas que abandonaron los medios tradicionales hace una década. Respondieron al desafío planteado por el lamentable estado actual de la prensa en la Argentina y el retroceso de la palabra impresa con una variedad de ideas y hechos. Es sorprendente su eclecticismo. Entre sus blogs, el maestro del periodismo Jon Lee Anderson escribe desde el frente de la guerra en Siria mientras Gabriel Magnesio describe cómo sobrevivió en París ‘sin tener nada y sin ser nadie’
La experiencia de el puercoespín como medio innovativo fue destacada en varias conferencias internacionales. Entre ellas: la mayor conferencia sobre innovación en publicaciones digitales, Tools of Change (TOC, Buenos Aires, 20 de abril de 2012); en la conferencia internacional Freedom of the Press in Latin America (Universidad de Harvard, Estados Unidos, 18 de noviembre de 2011); en Interdependencias: encuentro de periodistas de Latinoamérica y el Caribe organizado por el Centro internacional de la Deutsche Welle para el desarrollo de medios en cooperación con la Fundación Nuevo Periodismo Iberoamericano, FNPI; en el Congreso de Periodismo y Comunicación de la Universidad Nacional de La Plata, 17 de mayo de 2012 y en el Encuentro Nuevos Cronistas de Indias 2 realizado en México DF entre el 10 y el 12 de octubre de 2012